# Autouillet
Autouillet és un municipi francès, situat al departament d'Yvelines i a la regió de Illa de França. L'any 2007 tenia 461 habitants.
Forma part del cantó d'Aubergenville, del districte de Rambouillet i de la Comunitat de comunes Cœur d'Yvelines.

## Demografia

### Població
El 2007 la població de fet d'Autouillet era de 461 persones. Hi havia 162 famílies, de les quals 36 eren unipersonals (8 homes vivint sols i 28 dones vivint soles), 51 parelles sense fills, 71 parelles amb fills i 4 famílies monoparentals amb fills.
La població ha evolucionat segons el següent gràfic:
Habitants censats

### Habitatges
El 2007 hi havia 199 habitatges, 169 eren l'habitatge principal de la família, 24 eren segones residències i 6 estaven desocupats. 191 eren cases i 8 eren apartaments. Dels 169 habitatges principals, 148 estaven ocupats pels seus propietaris, 15 estaven llogats i ocupats pels llogaters i 6 estaven cedits a títol gratuït; 1 tenia una cambra, 8 en tenien dues, 10 en tenien tres, 31 en tenien quatre i 120 en tenien cinc o més. 134 habitatges disposaven pel capbaix d'una plaça de pàrquing. A 53 habitatges hi havia un automòbil i a 109 n'hi havia dos o més.

### Piràmide de població
La piràmide de població per edats i sexe el 2009 era:
| Homes | Edats   | Dones |
| ----- | ------- | ----- |
| 0     | 95 o +  | 0     |
| 0     | 90 a 94 | 0     |
| 0     | 85 a 89 | 8     |
| 8     | 80 a 84 | 0     |
| 8     | 75 a 79 | 8     |
| 4     | 70 a 74 | 4     |
| 12    | 65 a 69 | 8     |
| 0     | 60 a 64 | 4     |
| 8     | 55 a 59 | 16    |
| 4     | 50 a 54 | 12    |
| 32    | 45 a 49 | 8     |
| 12    | 40 a 44 | 24    |
| 16    | 35 a 39 | 20    |
| 4     | 30 a 34 | 12    |
| 16    | 25 a 29 | 0     |
| 20    | 20 a 24 | 20    |
| 12    | 15 a 19 | 8     |
| 8     | 10 a 14 | 12    |
| 16    | 5 a 9   | 12    |
| 4     | 0 a 4   | 20    |

## Economia
El 2007 la població en edat de treballar era de 320 persones, 230 eren actives i 90 eren inactives. De les 230 persones actives 223 estaven ocupades (123 homes i 100 dones) i 7 estaven aturades (6 homes i 1 dona). De les 90 persones inactives 17 estaven jubilades, 39 estaven estudiant i 34 estaven classificades com a «altres inactius».

### Ingressos
El 2009 a Autouillet hi havia 170 unitats fiscals que integraven 468,5 persones, la mediana anual d'ingressos fiscals per persona era de 28.792 €.

### Activitats econòmiques
Dels 15 establiments que hi havia el 2007, 2 eren d'empreses de construcció, 2 d'empreses de comerç i reparació d'automòbils, 1 d'una empresa d'informació i comunicació, 1 d'una empresa financera, 1 d'una empresa immobiliària, 7 d'empreses de serveis i 1 d'una entitat de l'administració pública.
Dels 3 establiments de servei als particulars que hi havia el 2009, 1 era un guixaire pintor, 1 electricista i 1 agència immobiliària.

## Equipaments sanitaris i escolars
El 2009 hi havia una escola elemental.

## Poblacions més properes
El següent diagrama mostra les poblacions més properes.